# Фідель Рамос
Фідель Вальдес Рамос (тагал. Fidel Valdez Ramos; 18 березня 1928 — 31 липня 2022) — філіппінський військовик та політик, 12-й президент Філіппін у 1992—1998 роках.

## Походження та освіта
Походив із середовища політичної еліти — його батько був членом парламенту і міністром закордонних справ Філіппін. Освіту здобув в США, у військовій академії Вест-Пойнт, що випустила багатьох офіцерів для країн, що розвиваються, які згодом стали учасниками правих військових переворотів. Також навчався в Університеті Іллінойсу.

## Військова кар'єра і роль в революції
Учасник Корейської війни і війни у В'єтнамі. У правління президента Фердинанда Маркоса як начальник поліцейських сил стежив за дотриманням режиму надзвичайного стану. У 1986 році, після дострокових президентських виборів, результати яких були спірними (обидва кандидати заявляли про свою перемогу і фальсифікаціях з боку опонентів), в країні спалахнули протести проти диктатури Маркоса, ініційовані основною противницею Маркоса — Корасон Акіно, вдовою убитого лідера опозиції, ці протести переросли у заворушення. Католицька церква, міністр оборони Хуан Енріле і Фідель Рамос підтримали опозицію. Рамос і Енріле допомогли Корасон Акіно здійснити військовий переворот. Після перевороту і втечі Маркоса з країни Рамос отримав нову посаду начальника генерального штабу. На цій посаді здійснив чистку армії від прихильників поваленого президента. У 1988 році Рамос був призначений міністром національної оборони. Після закінчення президентських повноважень Корасон Акіни в 1992 році, вона запропонувала його кандидатуру як свого наступника.

## Політична діяльність
Зарекомендував себе політиком правого крила, відразу після перевороту 1986 року за його рекомендацією Акіно вивела з уряду міністрів лівої орієнтації. Виступав проти переговорів з лідерами партизан-комуністів. Прийшовши до влади, продовжував політику ринкових реформ, приватизації та залучення іноземних інвестицій, на противагу соціалістичним реформам часів «демократичної революції» Фердинанда Маркоса.